# Hendrik Abelsen
Hendrik David Søren Abelsen (* 9. Februar 1916 in Qassimiut; † um 1995) war ein grönländischer Pastor, Katechet und Landesrat.

## Leben
Hendrik Abelsen war der Sohn des Katecheten Boas Isak Lars Benjamin Abelsen (1893–1964) und seiner Frau Agathe Kristine Kirsten Konkordia Apollonia Poulsen (1893–1968). Er heiratete am 3. August 1969 die dänische Kindergartenlehrerin Kirsten Munch (1924–?).
Er wurde an Grønlands Seminarium zum Katecheten ausgebildet. 1936 war er in Avannarliit tätig. Nur ein Jahr später wurde er nach Ostgrönland verlegt, wo er fortan bis 1962 in Kuummiit tätig war. Nebenher initiierte er Ende der 1930er Jahre die Fischerei in Ostgrönland und leitete den ersten Laden in Kuummiit. 1962 bildete er sich in Dänemark an Københavns Universitet und in Løgumkloster fort und wurde 1963 zum Pastor geweiht. Danach war er bis 1976 als Pastor von Tasiilaq tätig, bevor er in Rente ging.
Von 1961 bis 1963 war Hendrik Abelsen der erste Landesrat für Wahlkreis 15, der aus der späteren Gemeinde Ammassalik bestand. Er war Träger der Fortjenstmedaljen in Silber. 1981 erhielt er den grönländischen Weihnachtsbriefmarkenpreis.